# Casa Kós Károly din Cluj-Napoca
Casa Kós Károly este un monument istoric aflat în municipil Cluj-Napoca, județul Cluj. 

## Istoric și trăsături
Clădirea este primul proiect al arhitectului, a cărui idee de bază a constituit-o planul intitulat Curia artistului, realizat în 1907. 
Prezintă elementele specifice limbajului arhitectural al operei lui Kós Károly: articulația „drumului de strajă” și turnul circular, inspirate din arhitectura medievală transilvăneană.

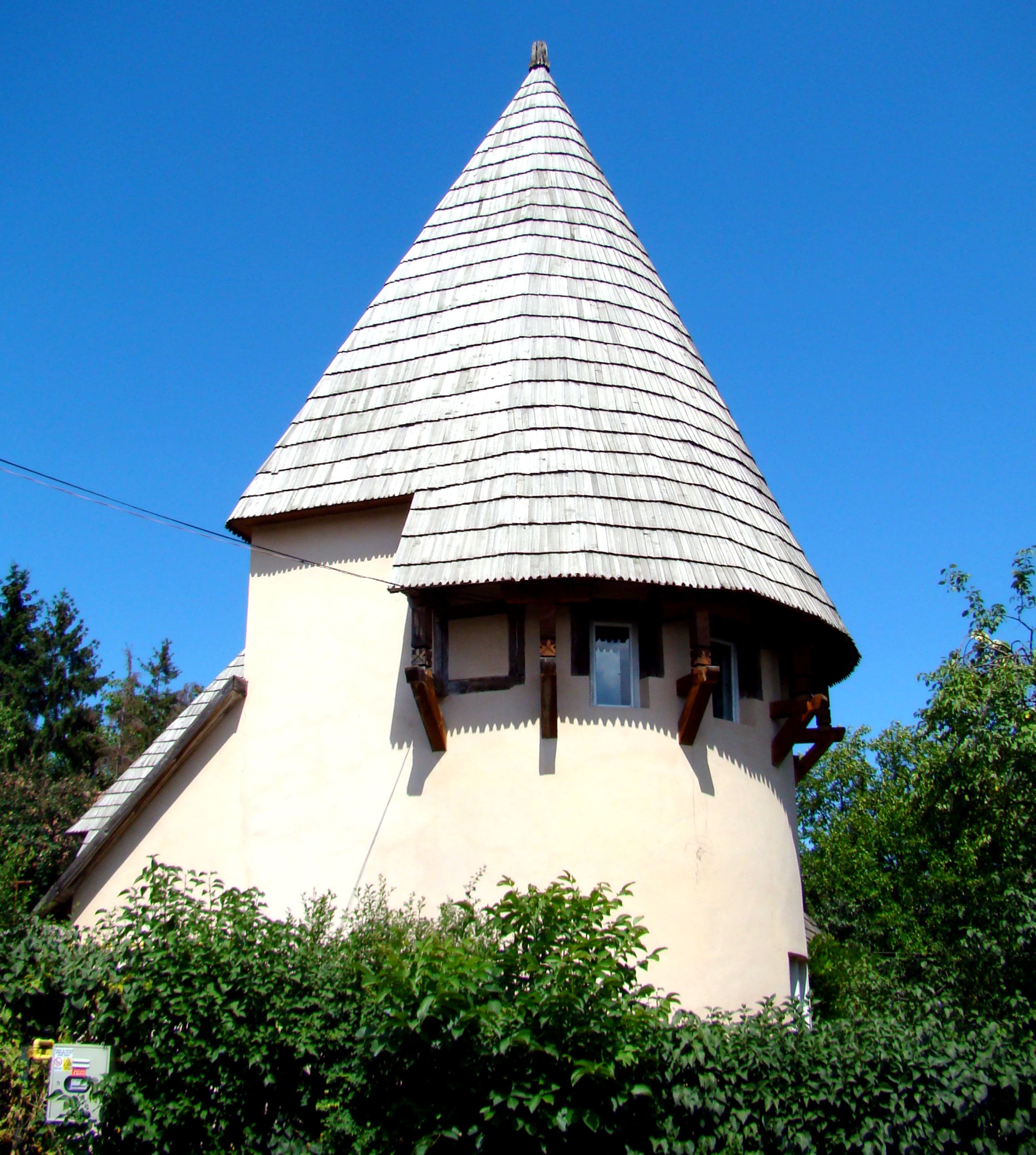
Turnul circular

Casa are un plan neregulat și e construită pe două niveluri (parter și etaj-mansardă). Clădirea este compusă din șapte subansambluri de diferite volume, cu acoperișurile învelite cu șindrilă.
Károly Kós amintește în autobiografia sa: „Casa noastră familială din Breaza a fost primul meu proiect care s-a realizat după doi ani, în 1910. Atât proiectul cât și execuția au fost solide, după cum s-a dovedit în 1944, când în fața clădirii a explodat bomba unui avion american. Aceasta a măturat șindrila, a dezgolit fațada, a spart toate geamurile și ușile, a răsucit puțin peretele turnului, însă nici zidurile și nici șarpanta nu au suferit răni incurabile. Cu fațadele rase, cu transformări interioare nepretențioase, este stabilă și astăzi”.
Până în 1997 imobilul a fost folosit de două familii care au efectuat intervenții la clădire. Scara originală a fost înlocuită cu una din beton armat, iar pe fiecare nivel s-au amenajat câte o baie și o bucătărie.
Mai târziu clădirea a intrat în posesia Societății Maghiare de Cultură din Transilvania și a Asociației Kelemen Lajos pentru Ocrotirea Monumentelor. 
În anul 2000, clădirea neîntreținută și degradată, aflată într-o stare foarte proastă, a fost închiriată și luată în folosință de către Fundația Transylvania Trust. Imobilul a fost cercetat, s-au întocmit expertize și relevee, s-a elaborat proiectul de reabilitare. Lucrări importante s-au executat începând din 2004: subzidire, consolidarea șarpantei, refacerea învelitorii din șindrilă, tencuire-zugrăvire exterioară, înlocuiri de tâmplării, amenajarea terenului. Prin aceste lucrări s-a redat aspectul exterior original al acesteia.

## Imagini

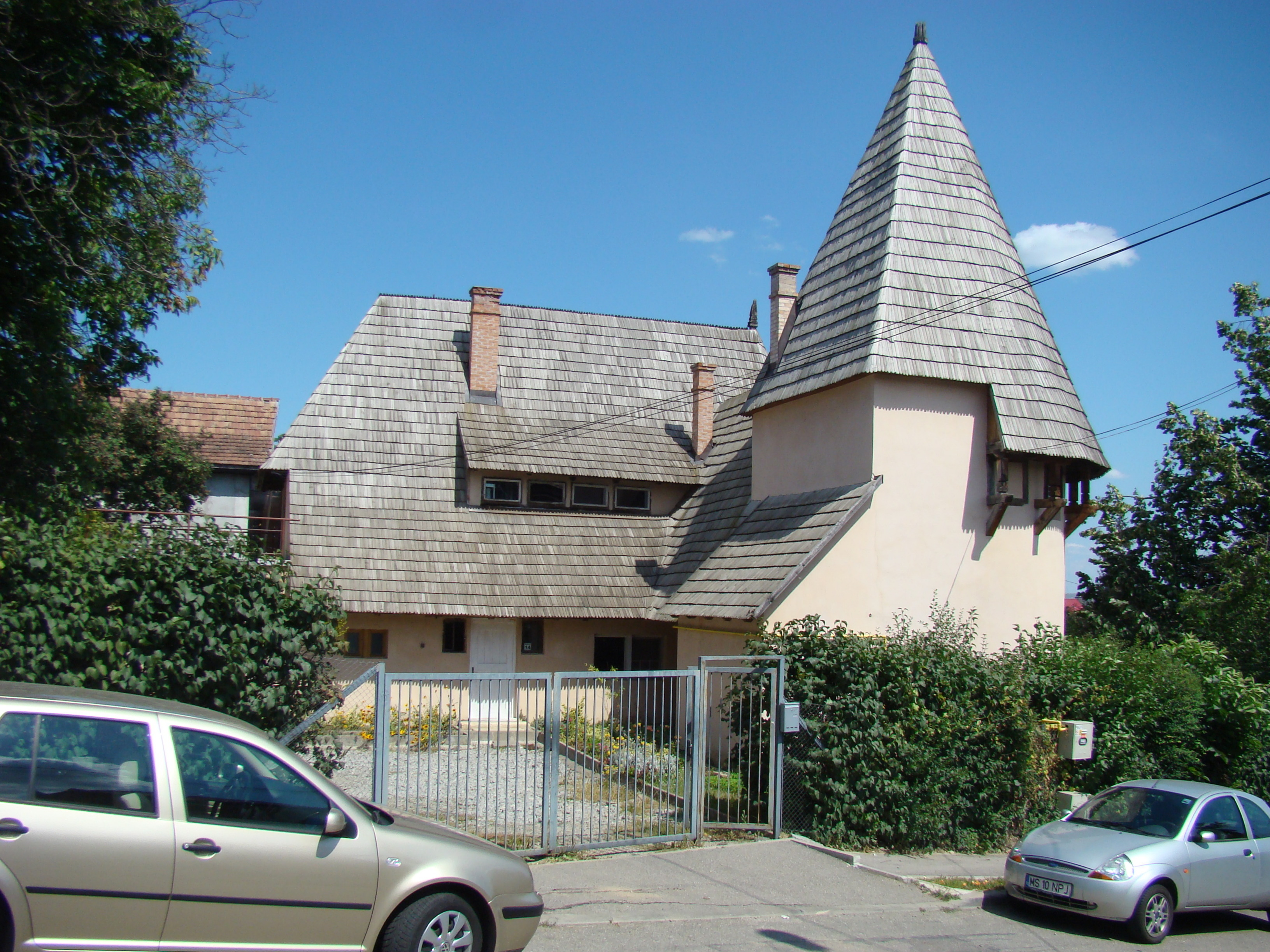
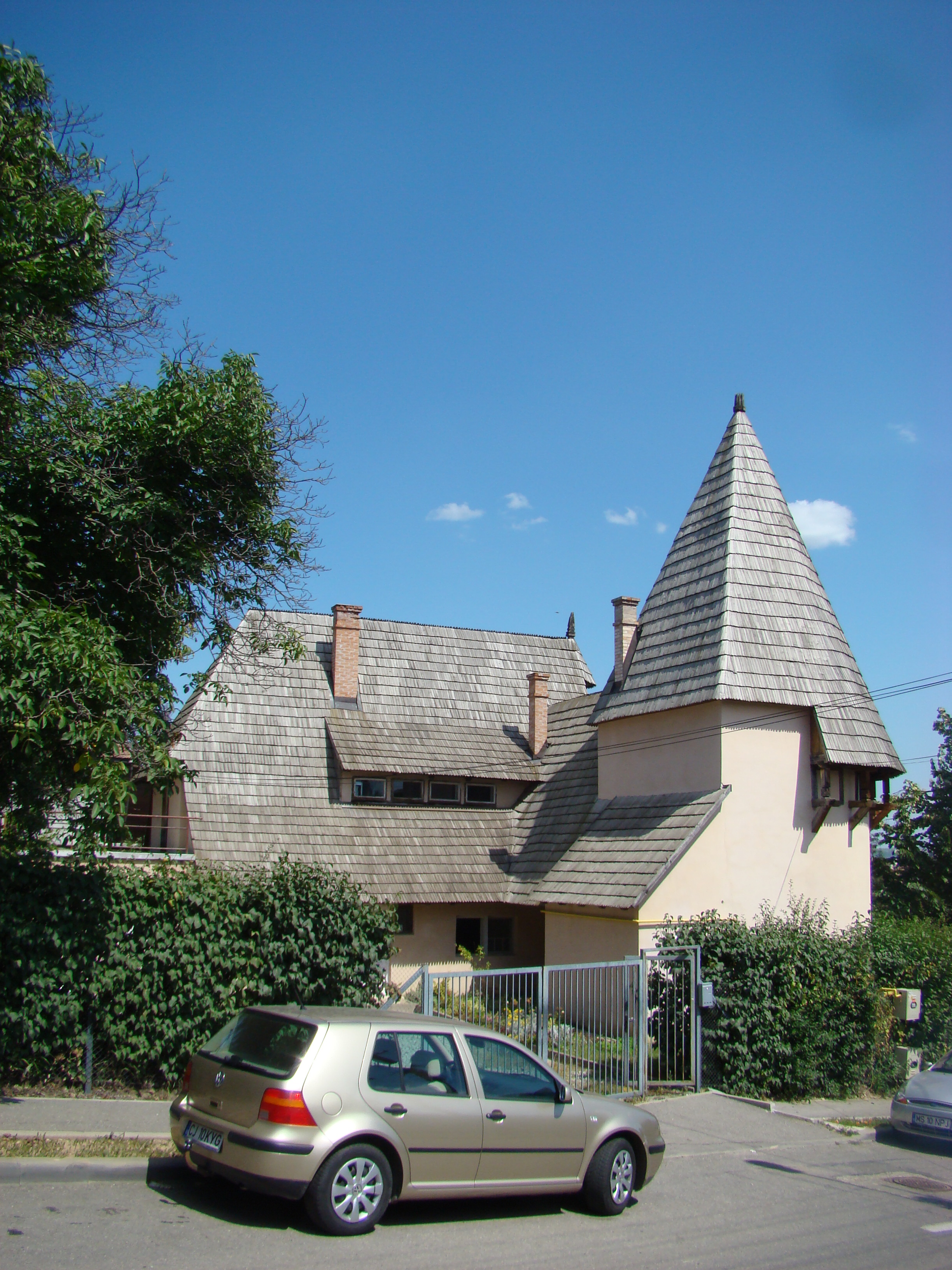
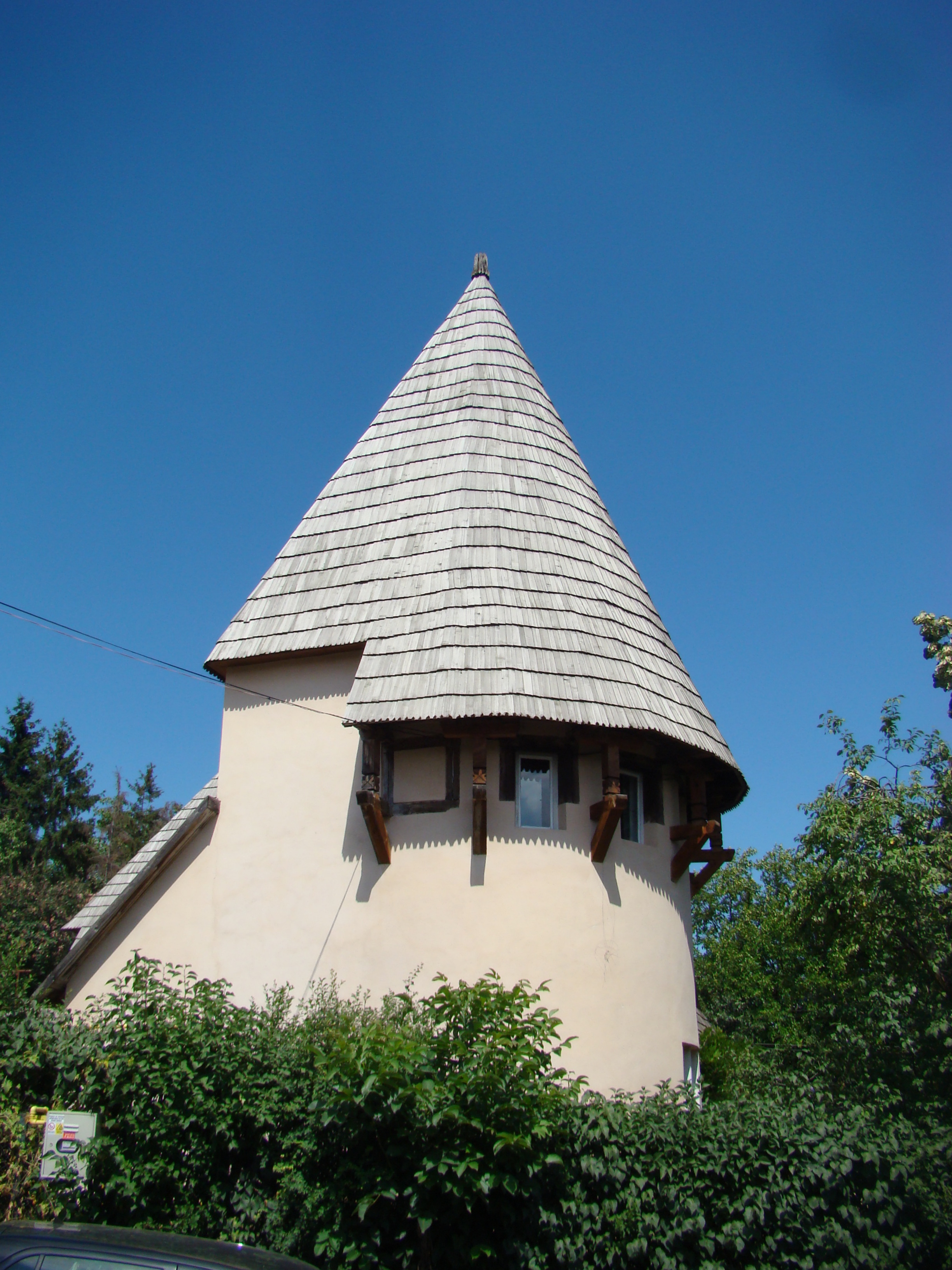
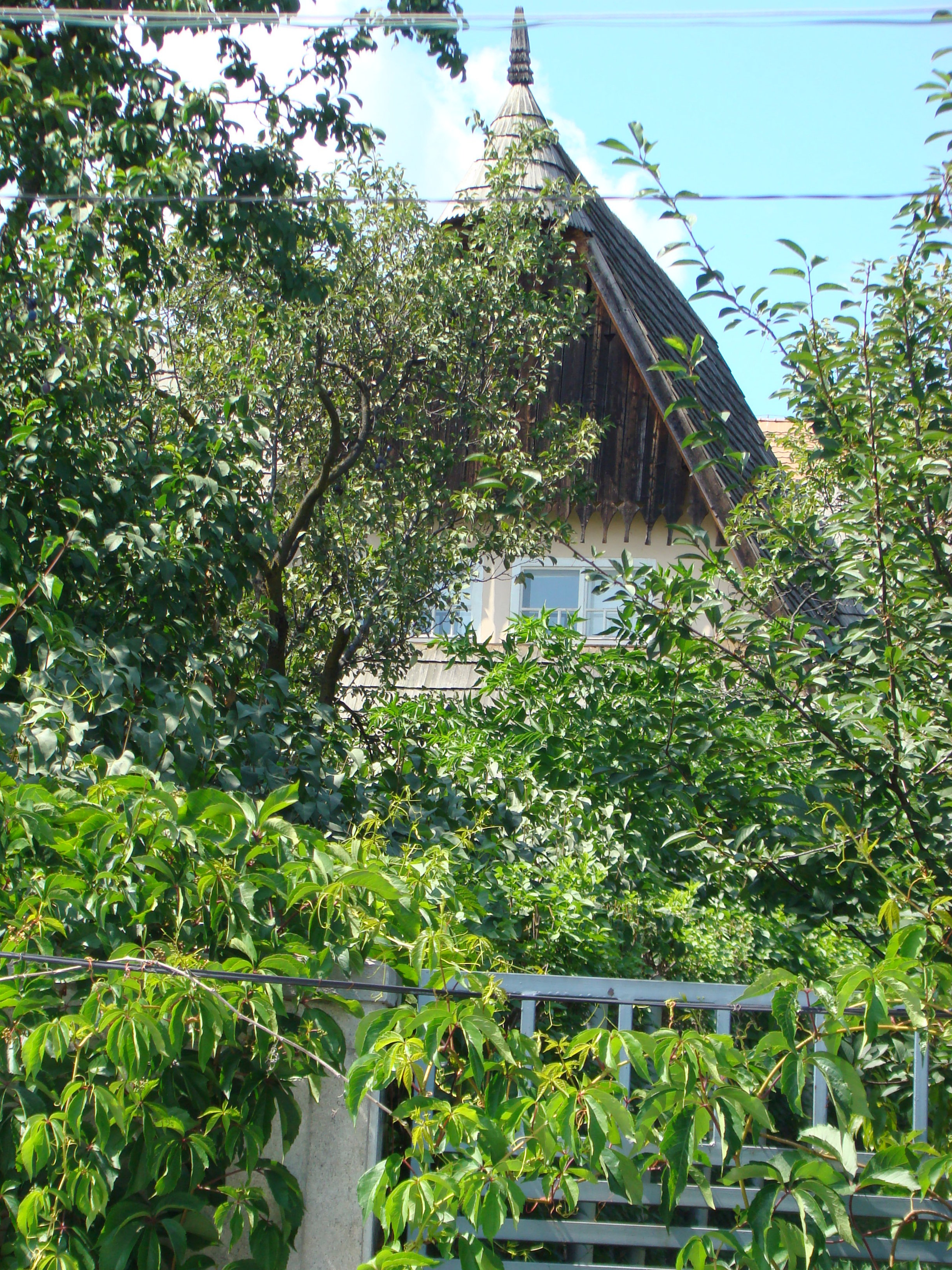
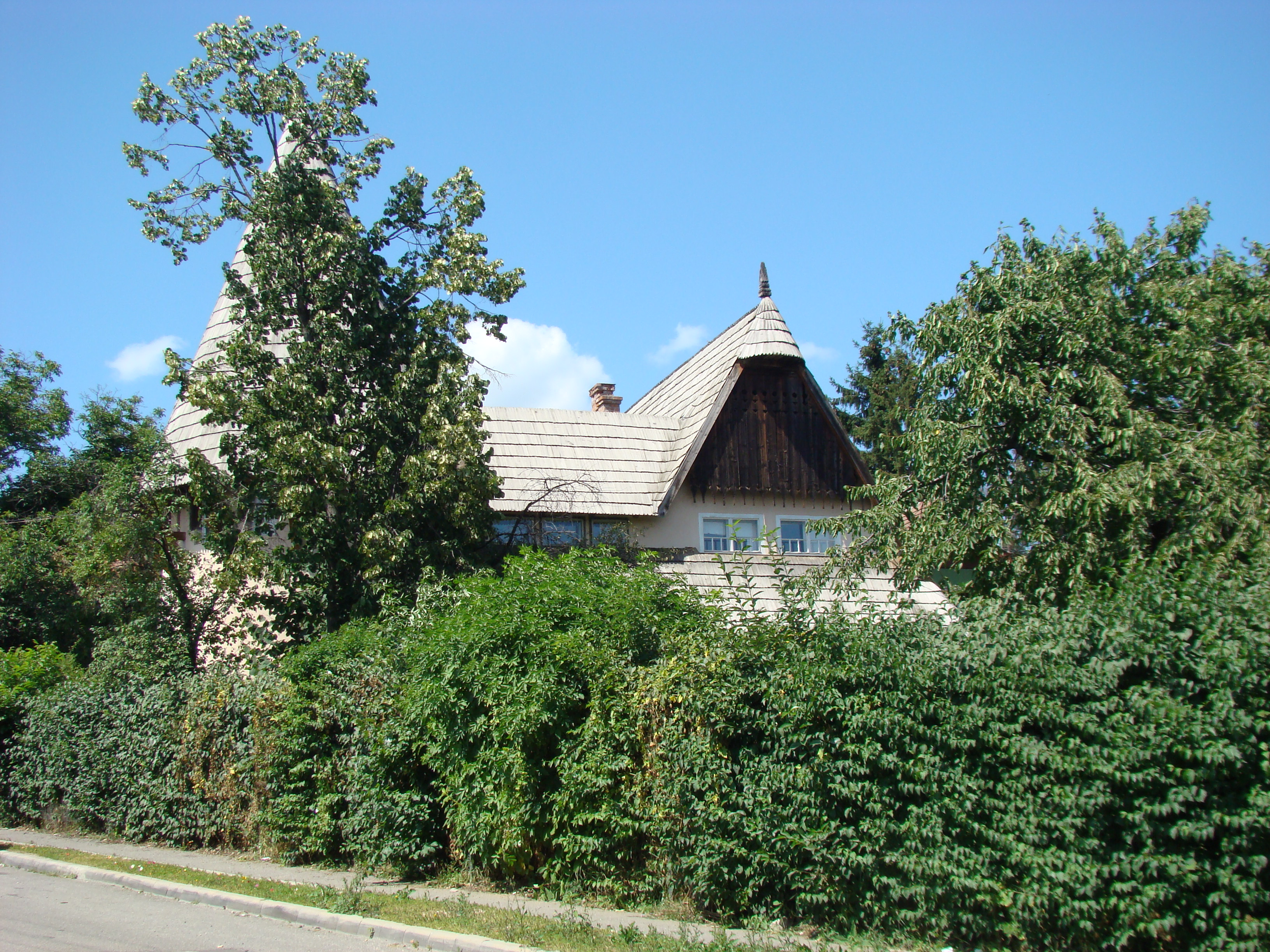